# 14077 Volfango
14077 Volfango eller 1996 PF1 är en asteroid i huvudbältet som upptäcktes den 9 augusti 1996 av den italienska astronomen Antonio Vagnozzi vid Santa Lucia Stroncone-observatoriet. Den är uppkallad efter den italienska löparen Wolfango Montanari.
Asteroiden har en diameter på ungefär 10 kilometer och den tillhör asteroidgruppen Hygiea.